# Lecanora subintricata
Lecanora subintricata är en lavart som först beskrevs av William Nylander och som fick sitt nu gällande namn av Thore M. Fries. 
Lecanora subintricata ingår i släktet Lecanora och familjen Lecanoraceae. Arten är reproducerande i Sverige. Inga underarter finns listade i Catalogue of Life.